# Mamifer marin

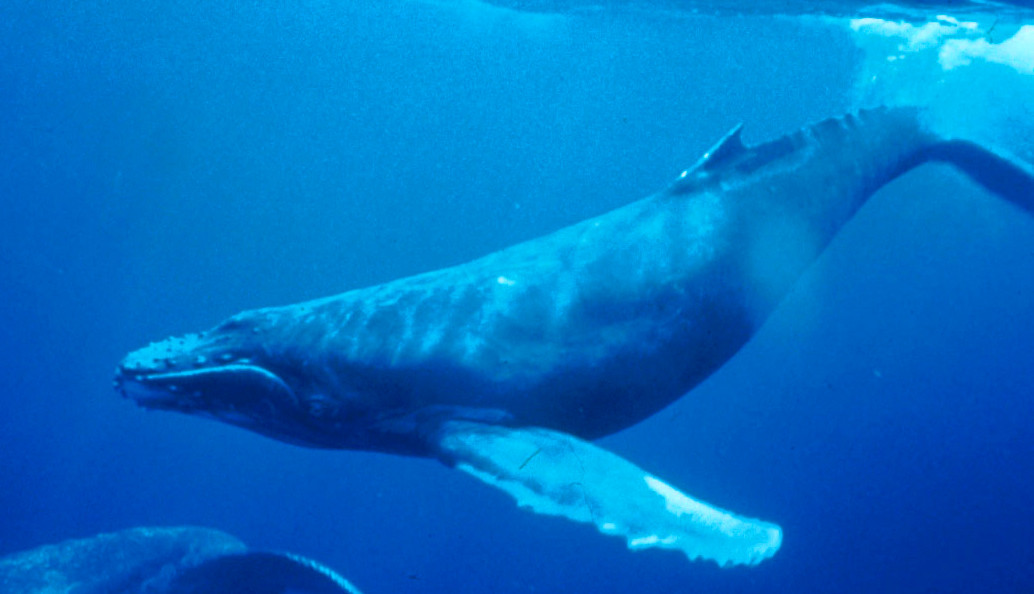

Mamiferele marine, printre care se numără focile, balenele, delfinii, cașalotul, lamantininii, dugongii și morsele, formează un grup de 129 de specii a căror existență depinde de ocean. Ele nu reprezintă un grup biologic distinct, ci sunt grupate după mediul în care se hrănesc.
Acest grup de mamifere cuprinde două ordine acvatice care sunt cetacee și sirenieni și un ordin semiacvatic numit pinipede. 